# Futebol Brasil Associados
A Futebol Brasil Associados, FBA, foi uma entidade desportiva brasileira, cujo objetivo principal era o de gerir o Campeonato Brasileiro da Série B.
Foi criada em 13 de dezembro de 2002, por 20 clubes associados. Sua sede ficava situada na Barra da Tijuca, no Rio de Janeiro.
A entidade oferecia aos clubes que ascendessem à série A, ao final de cada temporada, o Troféu Acesso FBA.
Em 2009, a entidade perdeu sua razão de existir quando a CBF tomou para si o gerenciamento comercial da Série B e repassou para a Rede Globo, trazendo enormes prejuízos para os clubes participantes desta divisão, que passaram a receber menos dinheiro do que era recebido durante o gerenciamento da FBA.
A CBF também impediu a FBA de gerir comercialmente a Série C, algo que estava nos planos desta entidade em 2009, quando a competição passou a contar com apenas 20 clubes. Até hoje a terceira divisão do futebol brasileiro, mesmo enxuta com a redução no número de participantes, não adotou o sistema de pontos corridos consolidados nas Séries A e B justamente por falta de verba, mesmo com a CBF apresentando lucros excepcionais ano após ano.

## Membros
- América Futebol Clube
- América Futebol Clube
- Associação Atlética Anapolina
- Avaí Futebol Clube
- Brasiliense Futebol Clube
- Sociedade Esportiva e Recreativa Caxias do Sul
- Ceará Sporting Club
- Clube de Regatas Brasil
- Sociedade Esportiva do Gama
- Joinville Esporte Clube
- Londrina Esporte Clube
- Marília Atlético Clube
- Mogi Mirim Esporte Clube
- Clube Náutico Capibaribe
- Paulista Futebol Clube
- Clube do Remo
- Santa Cruz Futebol Clube
- São Raimundo Esporte Clube
- União São João Esporte Clube
- Vila Nova Futebol Clube